# Ramases
Ramases (zoon van God Ra) was de artiestennaam waaronder Martin Raphael geboren in Sheffield werkte. Hij werkte eerder onder de naam Barrington Frost.
Raphael werkte als legerinstructeur in Engeland, maar verhuisde naar Schotland om meervoudige beglazing aan de man te brengen. Onderweg in dat beroep had Raphael een visioen van de Egyptische farao Ramses. Als gevolg van dat visioen zag hij zichzelf als een reïncarnatie van de farao en zag zich geroepen de visie van Ramses II te verspreiden en wel door middel van muziek. Hij begon zich in oud-Egyptische kledij te steken en ook de naam van zijn vrouw Dorothy Frost werd gewijzigd in Selket, later Seleka dan wel Sel.
Columbia Records zag wel wat in zijn muziek en liet hem de single Quasar One uitbrengen; CBS had echter de titel niet goed verstaan en bracht het uit als Crazy One. De single verkocht nauwelijks en Ramases moest op zoek naar een ander platenlabel. Het tamelijk onbekende Major Minor Records bracht Love you uit. Tegelijkertijd was Vertigo Records op zoek naar nieuw talent binnen de progressieve rock, toen nog symfonische rock. Ramases mocht een muziekalbum opnemen in de geluidsstudio Strawberry Studio, die toen geleid werd door aanstormend talent: de voorloper van 10cc. De toekomstige leden van die band speelden ook mee. Space hymns was gestoken in een hoes van Roger Dean, toen ook nog vrij onbekend. Singles verschenen op Philips Records. Noch album, noch singles hadden succes en Ramases verdween even van het muzikale podium. In 1975 volgde echter Glass top coffin. Beide albums zijn nauwelijks symfonisch te noemen. Het 1975-album bleek ook het laatste wapenfeit, Ramases overleed in 1978 in de anonimiteit. Zijn vrouw heeft haar oorspronkelijke naam weer aangenomen en wilde later zo min mogelijk aan die tijd herinnerd worden.

## Discografie

### Singles
- "Crazy One"/"Mind's Eye" (als Ramases & Selket)(CBS, 1968).
- "Love You"/"Gold Is The Ring" (als Ramases & Seleka of Ram & Sel)(Major Minor, 1970) (Love You soms verkeerd vermeld als Screw You)
- "Balloon"/"Muddy Water" (Philips 1971) (soms vermeld als Ballroom)
- "Jesus Come Back"/"Hello Mister" (Philips 1971)
- "Niño Viviente (Levend kind)"/"Hola Señor (Hello Mister)" (Vertigo, 1972, Chili)

### Albums
- Space hymns (Vertigo 6360046, 1971)
- Glass top coffin (Vertigo 6360115, 1975)